# Gustav Hoffmann (Politiker)
Johann Heinrich Adam Moritz Gustav Ernst Hoffmann (* 4. Januar 1806 in Nieder-Mockstadt; † 6. Dezember 1872 in Dieburg) war ein hessischer Förster und Politiker und Abgeordneter der 2. Kammer der Landstände des Großherzogtums Hessen.
Gustav Hoffmann war der Sohn des gräflich ysenburg-büdingischen Amtsmanns Christoph Christian Hoffmann und dessen Ehefrau Eleonore, geborene Butte. Hoffmann, der evangelischen Glaubens war, heiratete Wilhelmine geborene Bene.
Hoffmann war Forstkandidat in Büdingen und wurde 1834 Revierförster in Windhausen und 1839 in Grünberg. 1856 wurde er Forstmeister des Forstes Reinheim bei Dieburg.
Von 1862 bis 1872 gehörte er der Zweiten Kammer der Landstände an. Er wurde für den Wahlbezirk Oberhessen 4/Grünberg gewählt. In den Ständen vertrat er konservativ-liberale Positionen. 1850 war er gewähltes Mitglied der Ersten Kammer.